# 渡前村
渡前村（わたまえむら）は山形県東田川郡にあった村。現在の鶴岡市北東部、藤島川左岸、羽越本線藤島駅の南方一帯にあたる。

## 地理
- 河川：藤島川

### 隣接していた自治体
横山村（1955年1月1日から三川村）・八栄島村（1954年11月30日まで）・藤島町・泉村・広瀬村

## 歴史

### 村名の由来
『藤島町史 上巻』154頁では、郡府へ「渡」る川の「前」の村であったことから名前が付いたと推測している。

### 年表
- 1876年（明治9年）12月11日 - 東渡前村と西渡前村が合併して渡前村が発足[1]。
- 1889年（明治22年）4月1日 - 町村制の施行により、柳久瀬村、荒俣村、箕升新田村、渡前村、平形村、新屋敷村、上藤島村、和名川村、砂塚村、幕野内村、大半田村の区域をもって、改めて渡前村が発足（ただし大半田村の一部は横山村の一部となる）[2]。
- 1916年（大正5年）6月21日 - 横山村との境界変更[3]。
- 1918年（大正7年）5月5日 - 広瀬村との境界変更[4]。
- 1919年（大正8年）8月23日 - 横山村、藤島村との境界変更[5]。
- 1928年（昭和3年）8月20日 - 大字上藤島と藤島町大字藤島との境界を変更[6]。
- 1955年（昭和30年）1月10日 - 藤島町に編入、同日渡前村廃止[7]。

## 地名
小字の出典は『山形県地名録』247-248頁による。

### 大字渡前
小字：渡前（わたまえ）・太田・大坪・上沖・下沖・上伝田・上谷地・下谷地・東谷地・北谷地・新山越・砂畑・仙北田・泥障沼（どろさわりぬま）

### 大字荒俣
小字：荒俣・上荒俣・中荒俣・下荒俣・沖田・粕巻・鴨田・西鴨田・小糠田（こぬかだ）・鷺沼・仲川原・下川原・弥陀前・道地・村東・谷地田

### 大字新屋敷
江戸時代末期までは「跨り新田村」があったが、新屋敷村に吸収された。
小字：新屋敷・沖・越前・高田・前田元・水尻・芳ノ浦・跨リ

### 大字上藤島
小字：沖通・街道西・三文字・女郎分・備中下・村東・村西・鎧田畑・六所畑

### 大字砂塚
小字：砂塚・砂塚谷地・河戸向（かどむき）・桃谷地

### 大字大半田
地名の由来は、「大般若」が訛ったものと言われている。
小字：大半田・尿田（いばりだ）・獺野・上川原・北田・大北田・丁野田（ていのだ）・土済・宮田

### 大字平形
小字：平形・元平形・下平形・入三瀬・大新田・小新田・国分・小割・桜屋敷・田屋敷・西谷地・広表・前荒田・町田・小町田・耳取・柳田

### 大字幕野内
地名の由来は、戦のあとに武将が幕を張り巡らせていた説や、巻くように流れている川の内側にあったから「巻の内」と呼ばれていた説がある。
小字：幕野内・泉田・大橋本・大東・笹久根・仲田・歩谷地・道下・谷畔（やくろ）

### 大字箕升新田
1661年（寛文元年）に加賀国の渡部氏によって開村された。
小字：箕升新田・大谷地・五右衛門作・中道・西新田・東新田・山道場

### 大字柳久瀬
小字：柳久瀬・缺ノ上・狐河戸（きつねこど）・九日田・ソブ田・外屋敷（とのやしき）・止場（とめば）・古川・武良免

### 大字和名川
小字：和名川・街道下・北野・杉谷地・中谷地・野田・古田・南田

## 行政

### 村長
- 斎藤善太郎[12]
- 斎藤眞三郎[12]
- 本間廣彌[12]
- 渡部彌惣兵衛[13]
- 長沼源作 - 1954年時点[14]

### 水道事業
この項目の出典：
村および藤島渡前上水道組合が簡易水道を設置していた。水源は村営水道が表流水、組合水道が地下水。村営水道の給水人口は1954年3月時点で250人。

## 人口
1950年国勢調査による。
- 世帯数：691戸
- 人口：4,298人
- 人口密度：314人/km2
- 男女比：女性100人に対し男性94.0人

## 産業
主な産業は農業であった。農業戸数は1953年時点で484戸、うち専業農家は293戸であった。米の年間収穫高は1939年で999,750円であった。

## 教育

### 小学校
1953年時点
- 学校数：本校1校、分校2校
- 学級数：13組
- 児童数：525人

### 中学校
1953年時点
- 学校数：1校
- 学級数：6組
- 生徒数：251人

### 図書館
- 渡前村立図書館[20]

## 交通

### 鉄道路線
- 日本国有鉄道
  - 羽越本線
    - 藤島駅